# Air Anglia
Pour les articles homonymes, voir Anglia.
 (juin 2019).
Bigger than you think
Air Anglia est une compagnie aérienne régionale britannique privée, indépendante et basée à l’aéroport de Norwich, créée en 1970 et disparue en 1980. Elle est créée à la suite d’une fusion de trois petites compagnies aériennes, Anglian Air Charter, Norfolk Airways et Rig Air.

## Histoire

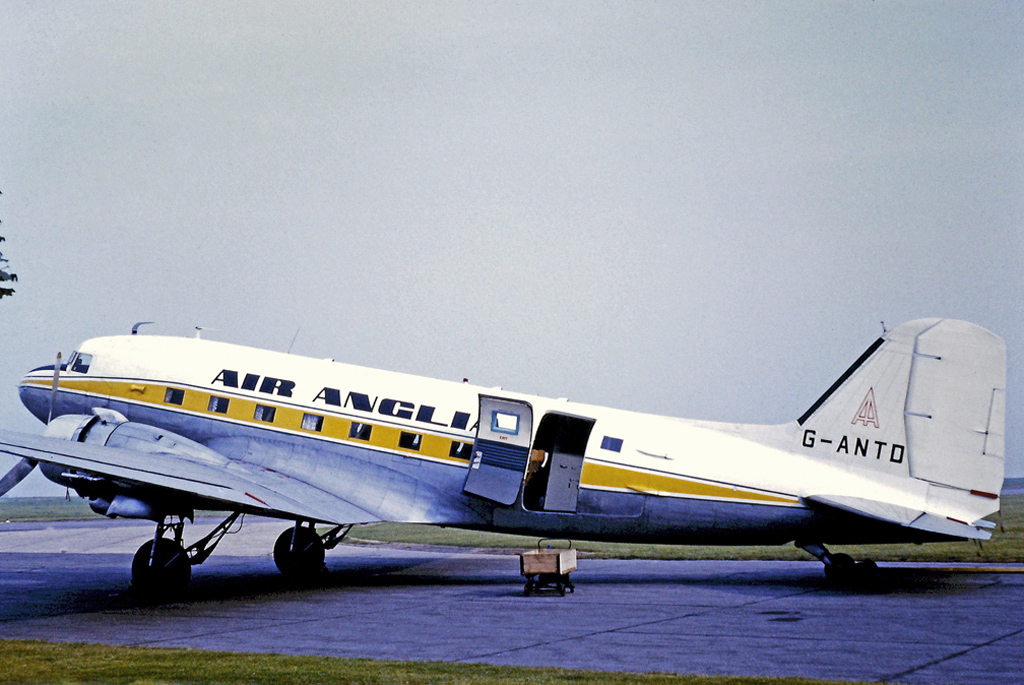
Douglas C-47B G-ANTD Air Anglia HStF 18.09.71 edited-3

Air Anglia résulte d'une fusion, en 1970, entre Anglian Air Charter, Norfolk Airways et Rig Air, trois compagnies aériennes basées dans l'Angleterre de l'Est. Elle devient un transporteur régional dans les années 1970, desservant la moitié orientale de la Grande-Bretagne. En 1980, la compagnie fusionne avec trois rivaux régionaux pour former Air UK. La nouvelle compagnie aérienne établit son siège social ainsi que sa principale base d’exploitation et d’ingénierie sur le nouvel aéroport de Norwich en Est-Anglie. Au moment de sa création, Norwich Union est son actionnaire majoritaire.
Air Anglia est un important opérateur régulier régional, ainsi que l'une des principales compagnies soutenant l'industrie pétrolière et gazière britannique en mer du Nord dans les années 1970.
En 1980, Air Anglia fusionne avec British Island Airways (BIA), Air Wales et Air Westward pour former Air UK, qui est alors la plus grande compagnie aérienne régionale du Royaume-Uni et son troisième opérateur régulier,.

### Développements commerciaux

#### Années 1970

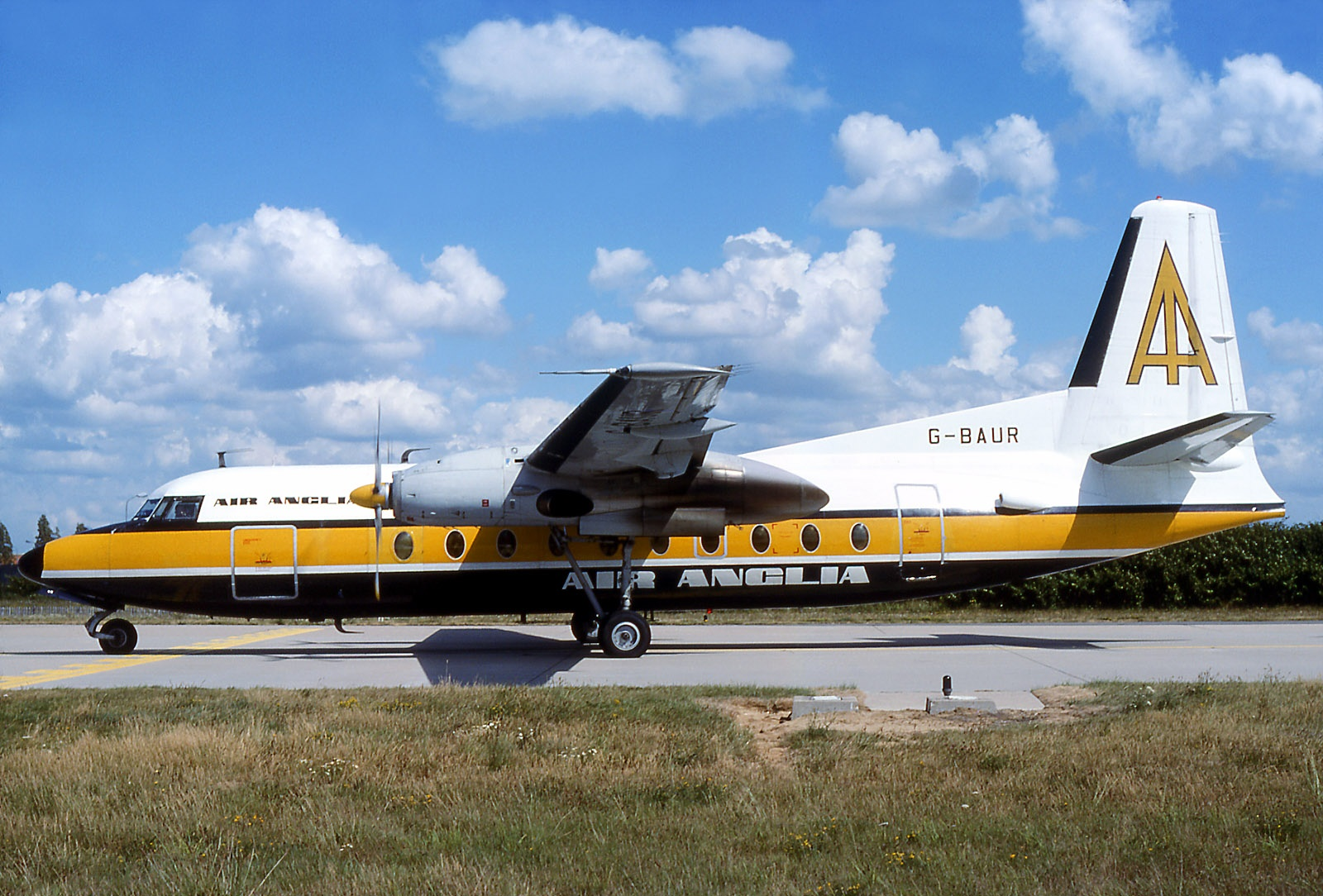
Fokker F-27-200 Amitié en 1978

Air Anglia commence ses opérations avec une petite flotte d'avions de type Douglas DC-3 Dakota, ainsi qu'un certain nombre d'appareils plus petits, hérités de ses prédécesseurs. Avec ces appareils, elle exploite principalement des vols d’appui aux industries pétrolière et gazière au départ de Norwich et d’Aberdeen ainsi que de l’aéroport de Humberside. En 1971, elle démarre ses vols intérieurs de Norwich à Liverpool, Dublin, Newcastle, Manchester, Édimbourg et Aberdeen.
En 1974, Air Anglia ajoute à sa flotte deux turbopropulseurs Fokker F-27 Friendship. L'introduction de ces avions à turbopropulseur dans la flotte de la compagnie aérienne coïncide avec le lancement des premiers services réguliers de la compagnie, de sa base de Norwich à Aberdeen via Humberside et Teesside, ainsi que de Norwich à Amsterdam. Les services réguliers entre Norwich, Humberside, Teesside et Aberdeen permettent à Air Anglia d’exploiter commercialement les vols réguliers qu’elle opérait entre ces villes depuis sa création. Les voyageurs d’affaires liés au secteur pétrolier et gazier constituaient une part importante de ce trafic. Le lancement du premier vol régulier international d’Air Anglia vers Amsterdam conduit à la conclusion d’un accord avec la compagnie aérienne hollandaise KLM, alors premier opérateur résident et principal transporteur aérien régulier de l’aéroport Schiphol d’Amsterdam. En vertu de cet accord, KLM accepte d’héberger, dans son système de réservation, le nouveau service régulier Norwich — Amsterdam d’Air Anglia, ainsi que tout service régulier ultérieur lancé entre des aéroports régionaux britanniques non desservis par le groupe KLM et Amsterdam Schiphol. Cela permet aux agences de voyages du monde entier d'accéder instantanément aux vols de correspondance d'Air Anglia à destination d'Amsterdam via KLM, permettant ainsi à Air Anglia d'augmenter le nombre de passagers empruntant ces services, tout en aidant KLM à augmenter la fréquentation de ses trajets long-courriers en transférant le trafic du Royaume-Uni vers son hub de Schiphol.
Outre ces services réguliers toute l'année, Air Anglia exploite également des services réguliers saisonniers, uniquement l'été, de Norwich, Humberside et Aberdeen à destination de Jersey. Le service régulier saisonnier Aberdeen — Jersey d'Air Anglia est à l'époque l'opération la plus longue, sans escale, au moyen d'un avion à turbopropulseur, dans les îles britanniques ; le temps de vol prévu par le Fokker F27 sur cette liaison est de 2 h 45.
Les turbopropulseurs Fokker Friendship permettent la mise en place de vols réguliers toute l'année, d'Aberdeen, Édimbourg, Humberside et Leeds-Bradford à Amsterdam, ainsi que d'Édimbourg via Leeds à Paris Orly et d’Aberdeen à Stavanger et à Bergen. Au cours de la seconde moitié des années 1970, Air Anglia ajoute deux avions d'affaires Piper PA-31 Navajo Chieftain à sa flotte. L'un de ces avions est utilisé pour lancer un nouveau service régulier reliant Norwich à Newquay via Birmingham dans les Midlands anglais et à Swansea.
En 1979, Air Anglia lance un service régulier toute l'année reliant Gatwick à Leeds et étend ses services réguliers nationaux à destination de Stansted. 1979 voit également l’introduction du premier avion à réaction, Fokker F28. La compagnie aérienne assure alors chaque jour des vols réguliers entre Aberdeen, Édimbourg et Amsterdam, ainsi qu’entre Aberdeen, Newcastle et Paris et entre Édimbourg, Leeds et Paris avec deux Fokker F28 Fellowship série 4000,,,.

#### Années 1980

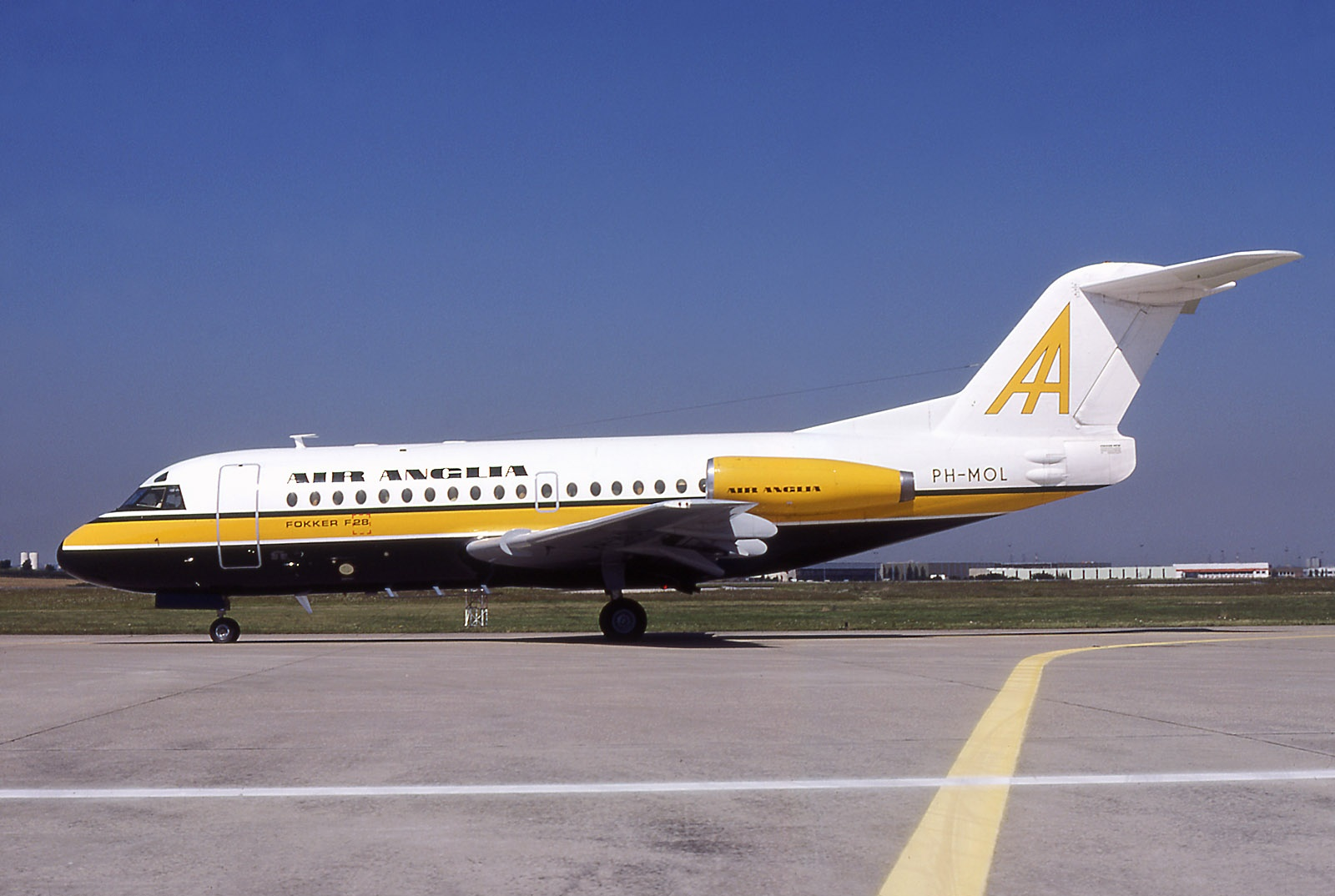
Fokker F-28-1000 en 1978

En janvier 1980, Air Anglia fusionne avec British Island Airways (BIA), Air Wales et Air Westward pour former Air UK. 
Sa flotte de base est composée de deux Fokker F28 Fellowship et de dix avions Fokker F27 Friendship. Cette flotte est complétée par des turbopropulseurs loués auprès d’autres opérateurs tels que British Midland pendant la haute saison estivale, ainsi que pendant les périodes de maintenance de sa propre flotte.
Air Anglia espère de cette fusion qu'elle améliorera la position concurrentielle de la nouvelle entité vis-à-vis de ses rivales, en lui donnant un réseau plus étendu couvrant toutes les régions du Royaume-Uni grâce à la combinaison des services réguliers d'Air Anglia entre les centres pétroliers et gaziers situés dans la moitié est de la Grande-Bretagne, et des activités régulières de BIA dans la moitié ouest des îles britanniques. Considérant cela comme un avantage significatif par rapport à ses concurrents, Air Anglia espère que cela se traduira par une meilleure performance financière en permettant à la nouvelle compagnie de tirer parti des économies d'échelle qui en résultent, et de répartir ses coûts fixes sur un niveau d'activité plus élevé. 
À l'occasion de la fusion d’Air Anglia avec BIA, une filiale à 100% de British and Commonwealth Holdings (en) (B&C), Norwich Union revend sa participation dans Air Anglia à B&C,.

### Incidents et accidents
Il n'y a eu aucun accident ni incident enregistré au cours des dix années d'existence d'Air Anglia entre 1970 et 1980.

### Avion exploité

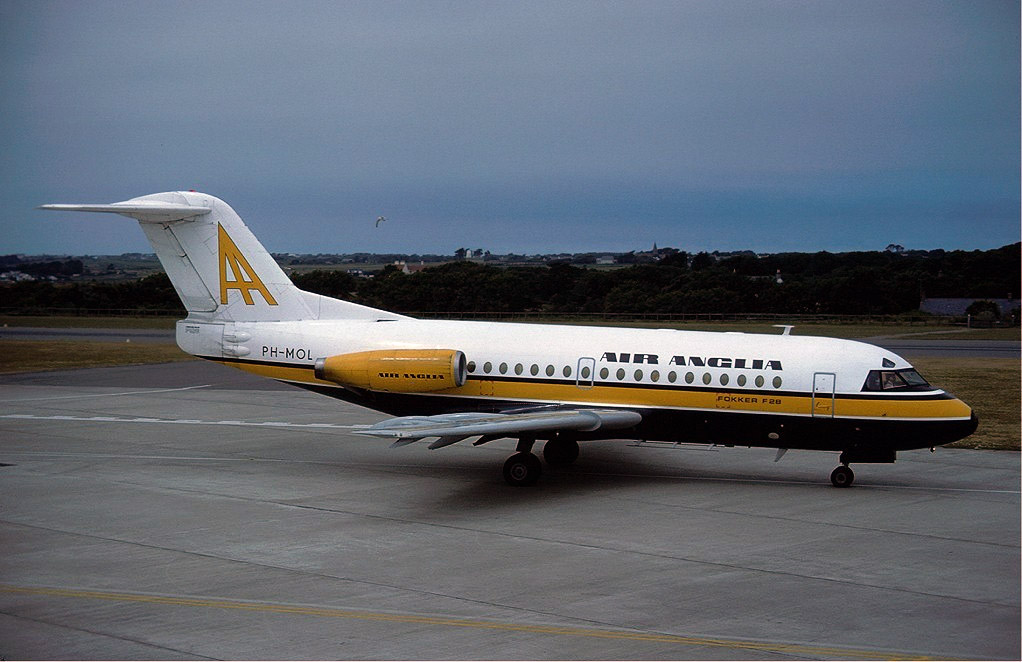
Fokker F28 à l'aéroport de Jersey en 1979

Air Anglia a exploité les types d’avions suivants :
- Armstrong Whitworth Argosy (en location saison chez Airbridge Carriers)
- Britten-Norman BN-2A Islander
- Cessna 172
- Cessna 404
- Douglas DC-3
- Embraer EMB-110 Bandeirante
- Fokker F27 Friendship 100/200
- Fokker F28 série 1000/4000
- Handley Page Herald
- Piper PA-23 Aztec
- Piper PA-31 Navajo Chieftain
- Piper PA-30 Twin Comanche